# Monika Borejza
Monika Borejza (ur. 4 kwietnia 1973 w Warszawie) – polska lekkoatletka specjalizująca się w biegach sprinterskich, olimpijka z Sydney 2000.

## Życiorys
W 1999 w sztafecie 4 x 100 zdobyła srebrny medal uniwersjady z czasem 43,74. Reprezentantka Polski w biegach sztafetowych podczas mistrzostw Europy w roku 1998 oraz mistrzostw świata rok później. W 2000 znalazła się w składzie reprezentacji na igrzyska olimpijskie. Medalistka mistrzostw Polski. 
Startowała w barwach warszawskiej Legii. Specjalizowała się w biegu na 200 metrów.
16 listopada 2001, w podwarszawskim Aninie, stojąc na przystanku autobusowym, została potrącona przez samochód. W wypadku dwie osoby poniosły śmierć, a dwie inne doznały poważnych obrażeń ciała. 
Rekordy życiowe; 
- bieg na 200 m: na stadionie 23,03 (15 maja 1999, Kraków; w hali 24,01 (19 lutego 2000, Walencja)
- bieg na 60 m - 7,52 -  uzyskała 21 lutego 1999 w Spale.